# Eybir Bonaga
Eybir Bonaga Cerrud (David, Panamá; 19 de mayo de 1986) es un exfutbolista panameño. Juega de mediocampista. Eybir también ha jugado para la Selección de fútbol de Panamá.

## Selección nacional

### Participaciones en selección nacional
| Copa                      | Sede           | Resultado     | Partidos | Goles |
| ------------------------- | -------------- | ------------- | -------- | ----- |
| Copa Uncaf 2009           | Estados Unidos | Campeón       | 1        | 0     |
| Copa Centroamericana 2011 | Panamá         | Tercer lugar  | 3        | 0     |
| Copa Oro 2011             | Estados Unidos | Semifinalista | 3        | 0     |
| Copa Centroamericana 2013 | Costa Rica     | Quinto lugar  | 3        | 0     |
| Copa Oro 2013             | Estados Unidos | Subcampeón    | 2        | 0     |

### Goles internacionales
| Gol | Fecha               | Lugar                                              | Oponente  | Anotación | Resultado | Competición |
| --- | ------------------- | -------------------------------------------------- | --------- | --------- | --------- | ----------- |
| 1   | 11 de enero de 2013 | Estadio Rommel Fernández, Ciudad de Panamá, Panamá | Guatemala | 1-0       | 3-0       | Amistoso    |

## Clubes
| Club              | País     | Año         |
| ----------------- | -------- | ----------- |
| Atlético Chiriquí | Panamá   | 2006 - 2010 |
| San Francisco     | Panamá   | 2011        |
| Boyacá Chicó      | Colombia | 2012        |
| San Francisco     | Panamá   | 2012 - 2017 |
| Atlético Nacional | Panamá   | 2017        |
| Santa Gema        | Panamá   | 2018 - 2019 |

## Palmarés

### Ligas Nacionales
| Título                  | Club             | País   | Año    |
| ----------------------- | ---------------- | ------ | ------ |
| Liga Panameña de Fútbol | San Francisco FC | Panamá | 2011-C |
| Liga Panameña de Fútbol | San Francisco FC | Panamá | 2014-A |

### Copas nacionales
| Título      | Club             | País   | Año  |
| ----------- | ---------------- | ------ | ---- |
| Copa Panamá | San Francisco FC | Panamá | 2015 |

### Campeonatos Internacionales
| Título                 | Club                          | País     | Año  |
| ---------------------- | ----------------------------- | -------- | ---- |
| Copa de Naciones UNCAF | Selección de fútbol de Panamá | Honduras | 2009 |